# Fresville
Fresville (prononcé [fʁɛvil] ou [fʁevil]) est une commune française, située dans le département de la Manche en région Normandie, peuplée de 377 habitants.

## Géographie

### Localisation
Les communes limitrophes sont Émondeville, Azeville, Écausseville, Le Ham, Neuville-au-Plain, Sainte-Mère-Église et Picauville.

### Géologie et relief
Pour un article plus général, voir Plain : Géologie.
Un géosite est aménagé dans la carrière de Fresville. Les contraintes compressives liées à l’orogenèse alpine, à la fin du Mésozoïque et au Cénozoïque, se traduisent par un pendage d’environ 5 degrés vers le sud-est.

### Hydrographie
La commune est située dans le bassin Seine-Normandie. Elle est drainée par le Merderet, le ruisseau de Coisel, le Brocq, le fossé 01 de la commune de Fresville, le fossé 01 du Clos Picot, le fossé 01 du Mont Fresville, le fossé 13 du Val et le ruisseau des Moulingolles,,.
Le Merderet, d'une longueur de 36 km, prend sa source dans la commune de Tamerville et se jette dans la Douve en limite de Beuzeville-la-Bastille et de Sainte-Mère-Église, après avoir traversé 17 communes.
Le ruisseau de Coisel, d'une longueur de 10 km, prend sa source dans la commune d'Ozeville, traverse sept communes, avant de se jeter dans le Merderet au Ham.

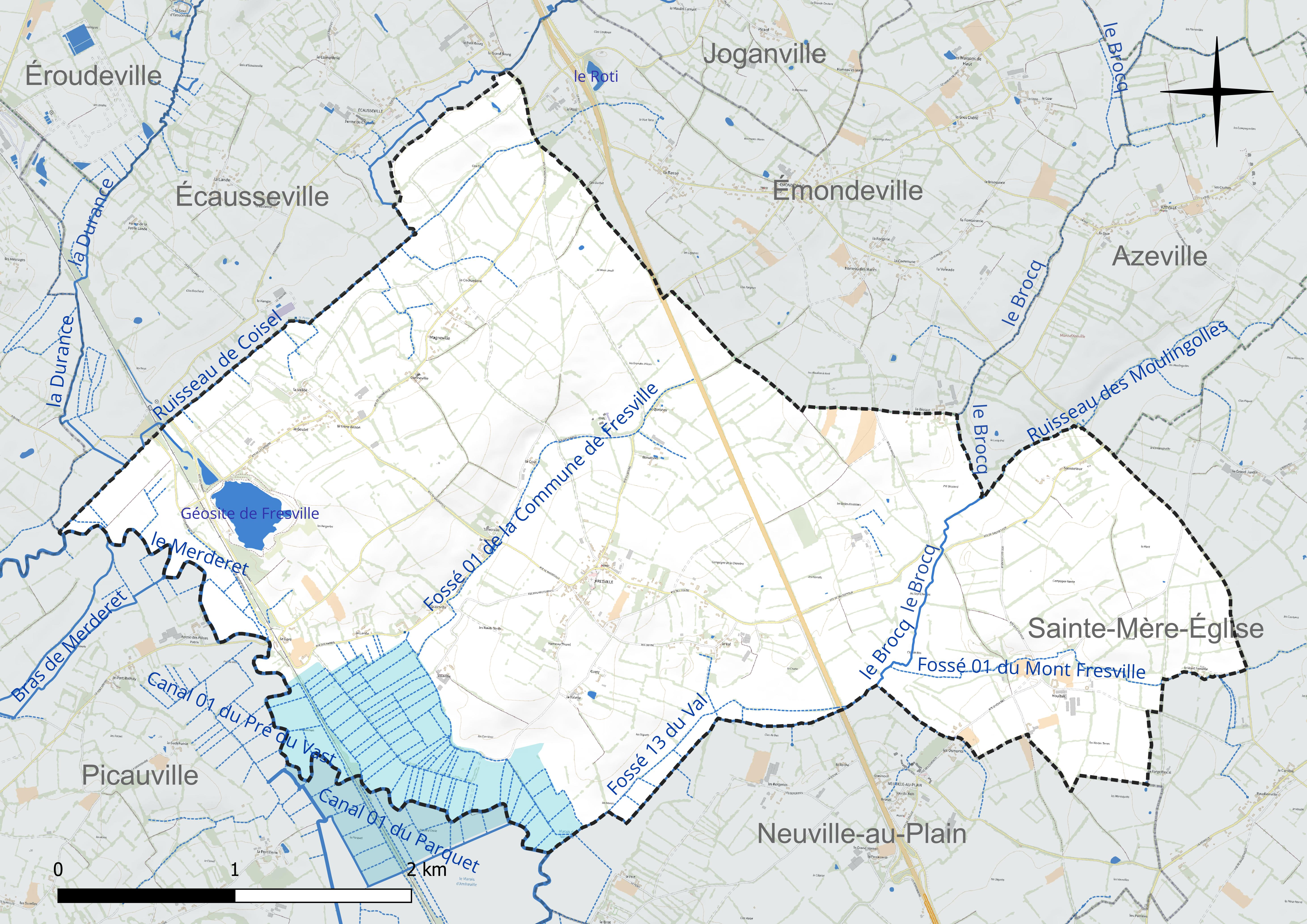
Réseau hydrographique de Fresville.

Un plan d'eau complète le réseau hydrographique : Géosite de Fresville (9,5 ha),.

### Climat
Pour des articles plus généraux, voir Climat de la Normandie et Climat de la Manche.
En 2010, le climat de la commune est de type climat océanique franc, selon une étude du CNRS s'appuyant sur une série de données couvrant la période 1971-2000. En 2020, Météo-France publie une typologie des climats de la France métropolitaine dans laquelle la commune est exposée à un climat océanique et est dans la région climatique Normandie (Cotentin, Orne), caractérisée par une pluviométrie relativement élevée (850 mm/a) et un été frais (15,5 °C) et venté. Parallèlement le GIEC normand, un groupe régional d’experts sur le climat, différencie quant à lui, dans une étude de 2020, trois grands types de climats pour la région Normandie, nuancés à une échelle plus fine par les facteurs géographiques locaux. La commune est, selon ce zonage, exposée à un « climat maritime », correspondant au Cotentin et à l'ouest du département de la Manche, frais, humide et pluvieux, où les contrastes pluviométrique et thermique sont parfois très prononcés en quelques kilomètres quand le relief est marqué.
Pour la période 1971-2000, la température annuelle moyenne est de 11,2 °C, avec une amplitude thermique annuelle de 10,6 °C. Le cumul annuel moyen de précipitations est de 713 mm, avec 12,9 jours de précipitations en janvier et 7,3 jours en juillet. Pour la période 1991-2020, la température moyenne annuelle observée sur la station météorologique la plus proche, située sur la commune de Sainte-Marie-du-Mont à 12 km à vol d'oiseau, est de 11,6 °C et le cumul annuel moyen de précipitations est de 890,0 mm,. Pour l'avenir, les paramètres climatiques de la commune estimés pour 2050 selon différents scénarios d’émission de gaz à effet de serre sont consultables sur un site dédié publié par Météo-France en novembre 2022.

## Urbanisme

### Typologie
Au 1er janvier 2024, Fresville est catégorisée commune rurale à habitat dispersé, selon la nouvelle grille communale de densité à sept niveaux définie par l'Insee en 2022.
Elle est située hors unité urbaine et hors attraction des villes,.

### Occupation des sols
L'occupation des sols de la commune, telle qu'elle ressort de la base de données européenne d’occupation biophysique des sols Corine Land Cover (CLC), est marquée par l'importance des territoires agricoles (95,9 % en 2018), en diminution par rapport à 1990 (98,2 %).
La répartition détaillée en 2018 est la suivante : prairies (50,4 %), terres arables (28,8 %), zones agricoles hétérogènes (16,7 %), zones urbanisées (2,3 %), eaux continentales (1,8 %).

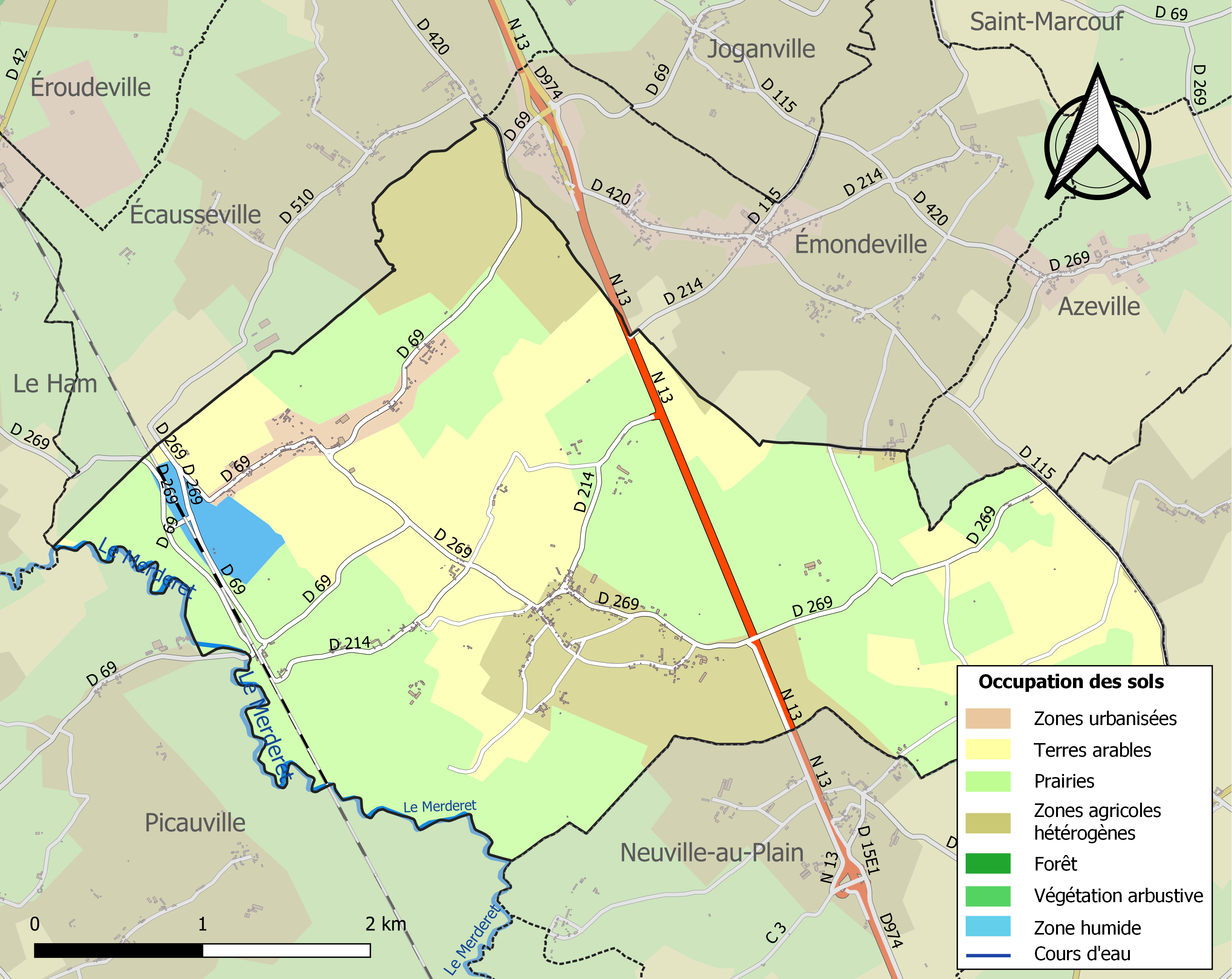
Carte des infrastructures et de l'occupation des sols de la commune en 2018 (CLC).

L'évolution de l’occupation des sols de la commune et de ses infrastructures peut être observée sur les différentes représentations cartographiques du territoire : la carte de Cassini (XVIIIe siècle), la carte d'état-major (1820-1866) et les cartes ou photos aériennes de l'IGN pour la période actuelle (1950 à aujourd'hui).

## Toponymie
Le nom de la localité est attesté sous les formes Freevilla vers 1080, Fredevilla vers 1135, Freevilla vers 1190, Freville en 1238, Fraevilla sans date.
Le toponyme est issu d'un anthroponyme germanique tel que Freso, hypothèse abandonnée aujourd'hui car elle contredit les formes anciennes qu'Albert Dauzat ignorait. Son explication se base sur le s apparu tardivement dans la graphie pour noter é [e]. Ernest Nègre quant à lui, cite Fredo et René Lepelley, Frido, emprunté à François de Beaurepaire, et qui convient moins bien. En revanche Jean Renaud propose le nom de personne norrois Freði, dont le [ð] s'est déjà amuï en 1080. Il est tout à fait conforme à cette mention ancienne et la localisation de Fresville dans la zone de diffusion de la toponymie norroise. On peut noter également que les nombreux Fréville de Normandie (exemple : Fréville et Fréville à Fontaine-la-Mallet) ont des formes anciennes différentes des Fréville et Fresville situés ailleurs.
L'ancien français vile est employé dans son sens originel de « domaine rural » issu du gallo-roman VILLA, lui-même de la locution latine villa rustica.
Micro-toponymie
- Sausetour, lieu-dit de Fresville, est attesté sous la forme Sauxetorp à la fin du XIIe siècle[29].

## Histoire

### Antiquité
Il fut découvert sur le territoire communal qui se situait sur une voie romaine, des médailles romaines, ainsi que des grands et petits fourneaux.

### Moyen Âge
Les premiers seigneurs de Fresville étaient de la famille d'Harcourt. Selon Masseville, un seigneur de Fresville participa en 1066 à la bataille d'Hastings, bien que son nom ne figure pas sur la liste de Dives. Cependant il paraît certain que la famille de Fresville a figuré en Normandie et en Angleterre. Au XIIe siècle, un Roger de Fresville, cité comme vicomte du Cotentin, renonça en présence de l'évêque de Coutances, Algare, aux droits qu'il s'était attribuer au détriment des religieux de Saint-Sauveur.
Plusieurs membres de Fresville sont comptés parmi les bienfaiteurs des abbayes de Montebourg et de Saint-Sauveur-le-Vicomte.
Le village de Fresville est un ancien lieu de pèlerinage pour saint Sulpice.
Au XIIe siècle, la paroisse relevait de l'honneur de Saint-Sauveur-le-Vicomte.

### Temps modernes
Richard de Folligny, curé de Carantilly, est dit en 1504, tenir du roi la terre de Folligny à « gage plège » tenue par une franche et noble vavassorie dont le chef est assis en la paroisse de Folligny. Il tenait aussi un franc fief de Haubert au Mesnil-Villeman avec manoir et colombier, ainsi que le moulin de Dragueville, et un huitième de fief de haubert en la paroisse de Fresville, à gage plège, mais sans manoir.
En 1567, les enfants mineurs de Nicollas Le Louey, sieur de Ver, sont taxés pour ce fief de 100 solz dans le rôle du ban et d'arrière-ban de la vicomté de Coutances, effectué par Gilles Dancel lieutenant général du bailli de Cotentin les 20 et 22 octobre. Le fief de Ver à Fresville qui valait un huitième de fief de haubert relevait du fief de Beauchamp, lequel relevait du fief de Fresville, lequel relevait du fief d'Auvers.
Dans le même rôle : Ysambart Le Lièvre, écuyer, sieur de Vauville est taxé pour ce fief de 100 solz. Le fief de Vauville à Fresville qui valait un huitième de fief de haubert et relevait du roi sous la vicomté de Valognes avait une extension à Englesqueville, et, les enfants mineurs de Luys Le Louey, écuyer, sieur de Beauchamp, sont taxés pour celui-ci de 4 livres. Le fief de Beauchamp relevait du fief de Fresville.
On comptait à Fresville deux fiefs principaux : celui d'Auvers-en-Fresville et celui de Thère. Le premier était la possession de la famille de Mathan. Louis-Guillaume de Mathan, abbé commendataire de l'abbaye de la Croix-Saint-Leufroy, mort en 1769, était seigneur et patron de Fresville. En 1789, le fief était entre les mains de Louis de Mathan, marquis de Mathan, lieutenant du roi des ville et château de Caen, capitaine des grenadiers au régiment des Gardes-Françoise, maréchal des camps et armées du roi. Le second fief principal était la possession de la famille de Bois-André. En 1789, il était entre les mains de Jacques-Henri de Bois-André, capitaine de dragons à la suite du régiment Colonel-Général.

### Époque contemporaine
Lors de la bataille de Normandie, le village est libéré le 8 juin 1944 par le 325e régiment glider d'infanterie (en).

## Politique et administration

### Circonscriptions administratives avant la Révolution
La paroisse de Fresville relevait de la généralité de Caen, de l'élection de Carentan et de la sergenterie de Pont-l'Abbé.

### Liste des maires
| Période                                  | Période  | Identité             | Étiquette | Qualité              |
| ---------------------------------------- | -------- | -------------------- | --------- | -------------------- |
| 1989                                     | mai 2020 | Rolande Brécy        | DVD       | Conseillère générale |
| mai 2020                                 | En cours | Jocelyne Levavasseur | SE        | Retraitée            |
| Les données manquantes sont à compléter. |          |                      |           |                      |

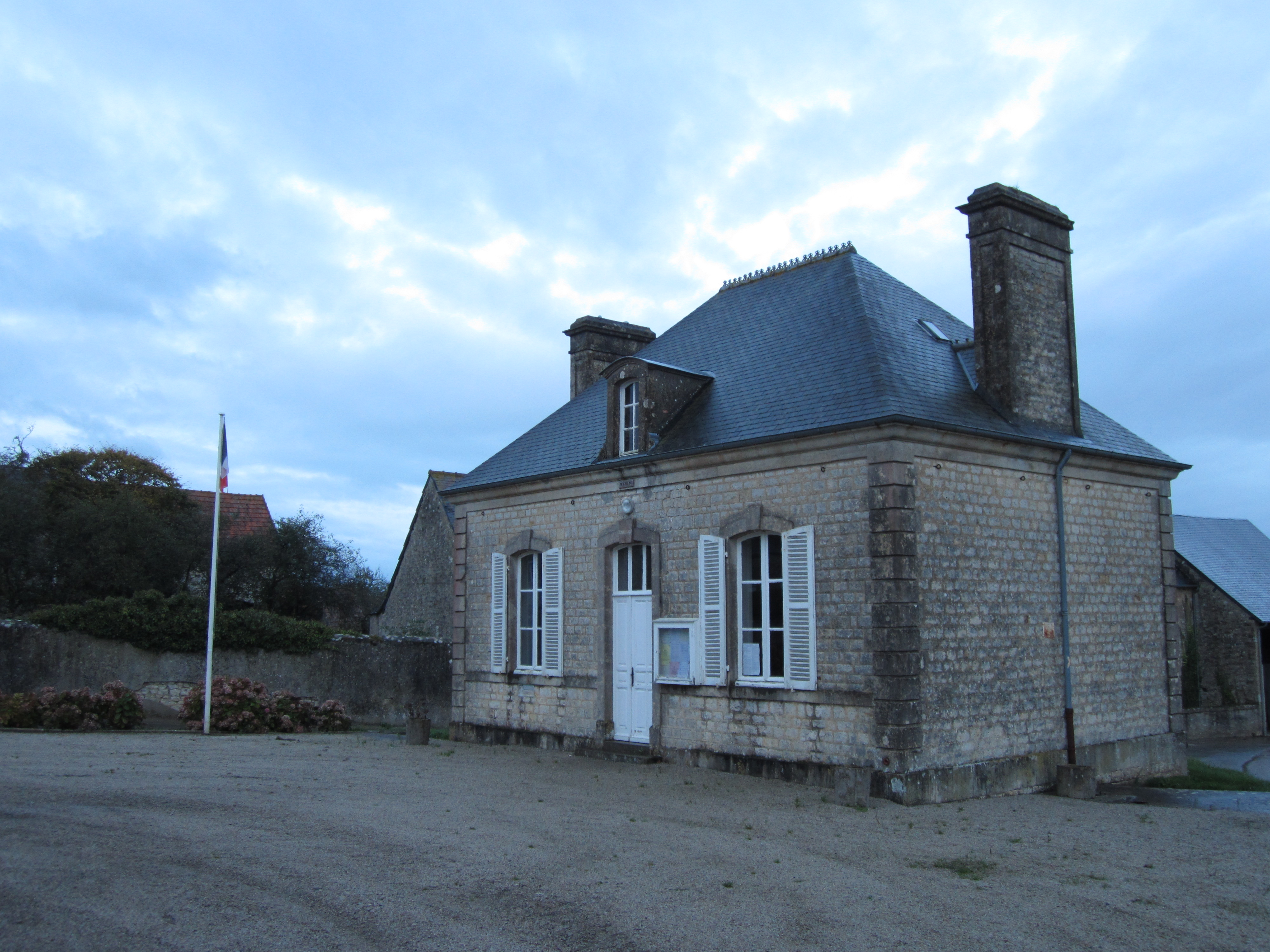
La mairie.

Le conseil municipal est composé de onze membres dont le maire et deux adjoints.

## Population et société
Les habitants de la commune sont appelés les Fresvillais.

### Démographie

#### Sous l'Ancien régime
En 1722, la paroisse compte 160 feux imposables, et 168 en 1765.

#### Depuis la Révolution
L'évolution du nombre d'habitants est connue à travers les recensements de la population effectués dans la commune depuis 1793. Pour les communes de moins de 10 000 habitants, une enquête de recensement portant sur toute la population est réalisée tous les cinq ans, les populations de référence des années intermédiaires étant quant à elles estimées par interpolation ou extrapolation. Pour la commune, le premier recensement exhaustif entrant dans le cadre du nouveau dispositif a été réalisé en 2004.
En 2022, la commune comptait 377 habitants, en évolution de +3,29 % par rapport à 2016 (Manche : −0,31 %, France hors Mayotte : +2,11 %).
Fresville a compté jusqu'à 869 habitants en 1821.
| 1793 | 1800 | 1806 | 1821 | 1831 | 1836 | 1841 | 1846 | 1851 |
| ---- | ---- | ---- | ---- | ---- | ---- | ---- | ---- | ---- |
| 756  | 672  | 775  | 869  | 837  | 858  | 864  | 846  | 814  |

| 1856 | 1861 | 1866 | 1872 | 1876 | 1881 | 1886 | 1891 | 1896 |
| ---- | ---- | ---- | ---- | ---- | ---- | ---- | ---- | ---- |
| 770  | 757  | 776  | 685  | 716  | 690  | 712  | 642  | 647  |

| 1901 | 1906 | 1911 | 1921 | 1926 | 1931 | 1936 | 1946 | 1954 |
| ---- | ---- | ---- | ---- | ---- | ---- | ---- | ---- | ---- |
| 607  | 585  | 594  | 528  | 598  | 594  | 594  | 651  | 582  |

| 1962 | 1968 | 1975 | 1982 | 1990 | 1999 | 2004 | 2006 | 2009 |
| ---- | ---- | ---- | ---- | ---- | ---- | ---- | ---- | ---- |
| 557  | 469  | 395  | 351  | 314  | 325  | 361  | 370  | 371  |

| 2014 | 2019 | 2022 | - | - | - | - | - | - |
| ---- | ---- | ---- | - | - | - | - | - | - |
| 362  | 370  | 377  | - | - | - | - | - | - |

## Économie
La commune se situe dans la zone géographique des appellations d'origine protégée (AOP) Beurre d'Isigny et Crème d'Isigny.

## Culture locale et patrimoine

### Lieux et monuments

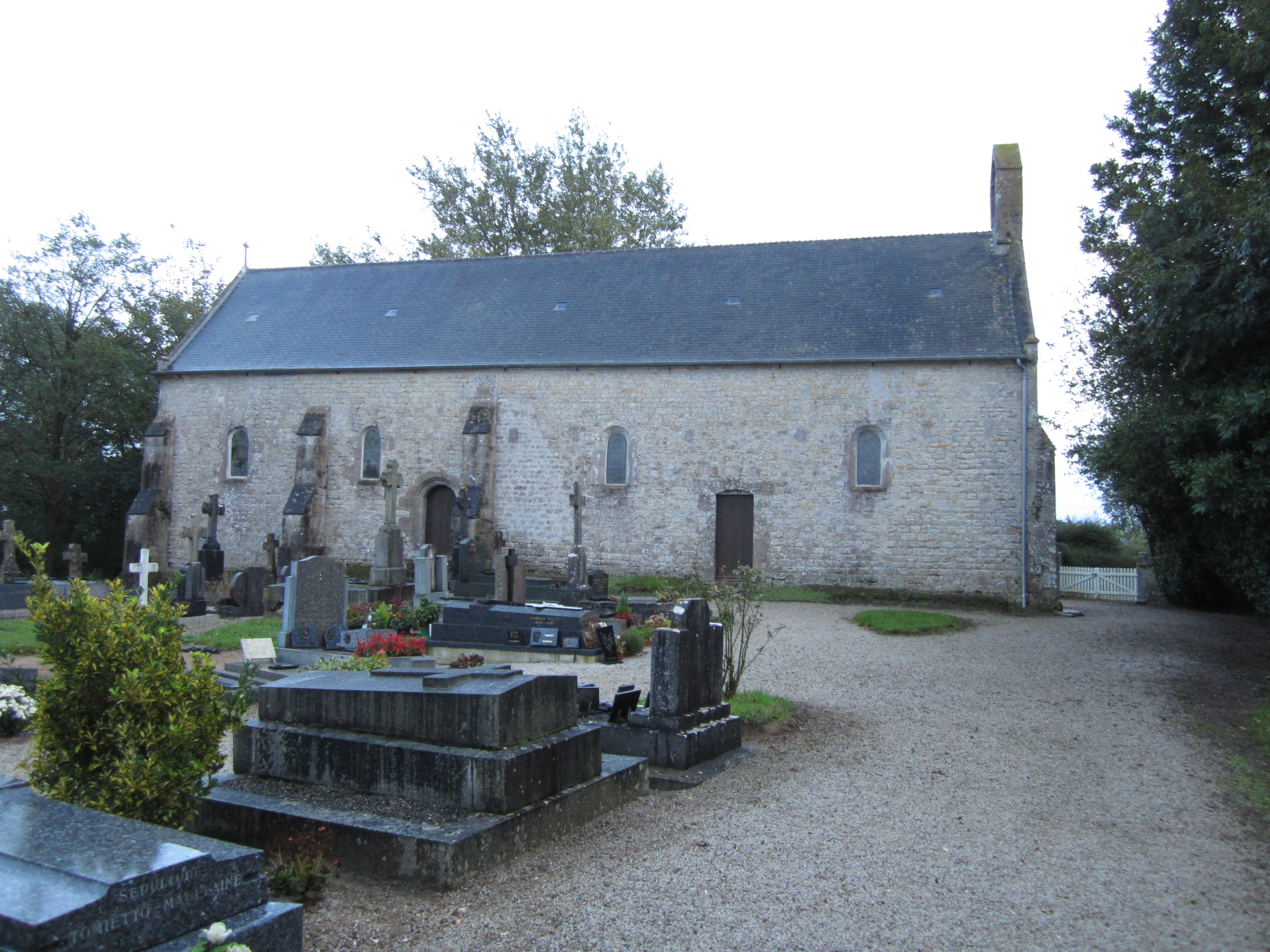
La chapelle Sainte-Sulpice, située dans le cimetière de l'église Saint-Martin.

#### Patrimoine religieux
- Église Saint-Martin des XIIe – XVIIIe siècles, inscrite au titre des monuments historiques par arrêté du 13 juin 1994[44]. La nef est d'époque romane alors que le chœur et le transept sont gothiques ; le clocher en bâtière du XVIe est extrêmement accentué. Elle abrite un groupe sculpté (statue équestre) Charité de saint Martin du XVe dans le mur du chœur, un chasublier du XVIIIe, un maitre-autel et retable du XVIIIe, un autel secondaire et retable du XVIIIe, une poutre de gloire du XVIIIe, classés au titre objet[45], une verrière des XIXe et XXe siècles dont l'un des vitraux est dédié à Albert Le Nordez qui fut vicaire à Fresville, des fonts baptismaux gothiques ainsi que le mécanisme de l'ancienne horloge (1834).
- If funéraire du cimetière.
- Chapelle Saint-Sulpice du XVIe siècle et mobilier des XVIIIe et XIXe siècles, avec pèlerinage à Saint-Sulpice et Saint-Hermès, croix du Trappiste, croix de la Mission (1860).

#### Patrimoine civil
- Trace de voie romaine.
- Manoir de la Cour de Vauville des XVe – XVIe siècles, remanié au XVIIe siècle[46]. Il se présente sous la forme d'un logis rectangulaire haut de deux étages sous un toit à forte penture, flanqué de deux tours cylindriques, l'une à un angle, l'autre au milieu du grand côté opposé. Sa maçonnerie en petits moellons, mal appareillée, pourrait dater de la fin du XVe siècle. L'ancienne maison forte, remaniée et percée de fenêtres a été augmentée aux XVIe et XVIIe siècles d'un autre bâtiment[47]. L'un des bâtiments qui n'a qu'un unique rez-de-chaussée s'éclaire par des fenêtres avec linteaux droits.
- Château de Grainville du XVIIIe siècle : bâti près du hameau de la gare qui portait comme nom « Esteinvei » (le gué de pierre) et qui permettait le franchissement du Merderet, cette demeure de la fin du XVIIIe siècle à fait suite à un manoir du XVIe siècle. Occupé par des religieuses lors de la Seconde Guerre mondiale, la ferme manable ne fut pas réquisitionné par les Allemands[48].
- Château des Poteries des XVIIIe – XIXe siècles. La demeure est élevée en 1874 sur l'emplacement d'un manoir rasé au XVIIIe siècle, reprenant les mêmes disposition et en gommant toutes traces extérieures de l'ancien édifice[49]. Maurice Belliard (1897-1977), né à Éroudeville, chevalier de la Légion d'honneur, fut éleveur au château des Poteries et maire de Fresville[50]. Il abrite un musée Espace Temps de l'horlogerie.
- Château de Tamerville du XVIIIe siècle.
- Château de Magneville du XVIe siècle.
- Château de Cussy du XVIIe siècle.
- Manoir du Hesnay du XVIIe siècle.
- La Valette.
- Le Val.
- Boisandré.
- Fours à chaux.
- Voie de la Liberté (route nationale 13).

### Personnalités liées à la commune
- Jean-François Duval (1751-1800), cultivateur, homme politique, député de la Manche de 1791 à 1792, né et mort à Fresville.
- Guillaume Gréard (XVIIIe siècle), né à Fresville, poète célèbre pour une Dissertation sur la comète de 1730.
- François-Adrien-Marie André de Boisandré (1859-1910), journaliste antisémite, est né et inhumé à Fresville.
- Michel Yver de La Vigne-Bernard (Fresville, 1907 - 1979), sénateur.